# Campeonato de Australia 1934
Lista de los campeones del Abierto de Australia de 1934:

## Individual masculino
Fred Perry (GBR) d. Jack Crawford (AUS),  6–3, 7–5, 6–1

## Individual femenino
Joan Hartigan (AUS) d. Margaret Molesworth (AUS), 6–1, 6–4

## Dobles masculino
Pat Hughes/Fred Perry (GBR)

## Dobles femenino
Margaret Molesworth (AUS)/Emily Hood Westacott (AUS)

## Dobles mixto
Joan Hartigan Bathurst (AUS)/Edgar Moon (AUS)
| Predecesor: 1933                                       | Abierto de Australia 1934 | Sucesor: 1935                         |
| Predecesor: Campeonato nacional de Estados Unidos 1933 | Grand Slam 1934           | Sucesor: Torneo de Roland Garros 1934 |

- Datos: Q2714807